# Císařovna Wang (Ťing-tchaj)
Císařovna Wang (čínsky v českém přepisu Wang chuang-chou, pchin-jinem Wāng huánghòu, znaky 汪皇后; 1427–1507), posmrtným jménem císařovna Siao-jüan-ťing (čínsky v českém přepisu Siao-jüan-ťing chuang-chou, pchin-jinem Xiàoyuānjǐng huánghòu, znaky zjednodušené 孝渊景皇后, tradiční 孝淵景皇后), příjmením Wang (čínsky pchin-jinem Wāng, znaky 汪) byla mingská císařovna, manželka Ťing-tchaje, císaře čínské říše Ming.

## Život
Paní Wang se vdala za Ťing-tchaje roku 1449. Téhož roku byl Ťing-tchajův starší bratr císař Jing-cung v bitvě poražen a zajat Mongoly, v nastalé politické krizi Ťing-tchaj nastoupil na jeho místo.
Císařovna měla s Ťing-tchajem dceru, princeznu Ku-an (固安公主) roku 1469 provdanou za Wang Siena (王憲, † 1514), pravnuka Wang Ťiho. Podle Ming-š’ měla však dcery dvě.
Ťing-tchaj měl i syna, Ču Ťien-ťiho, od jedné z vedlejších manželek. Rozhodl se ho jmenovat svým následníkem (od roku 1449 byl korunním princem nejstarší syn Jing-cunga). V květnu 1452, dosavadního následníka jmenoval knížetem z I a svého syna korunním princem. Císařovnu Wang týž den sesadil. Novou císařovnou jmenoval následníkovu matku paní Chang.
Paní Wang poté žila v ústraní mimo palác. Přežila smrt nového následníka (1453) i jeho matky (1456), a také svržení a smrt Ťing-tchaje (1457) a návrat Jing-cunga na trůn, kdy bylo jeho konkubínám přikázáno spáchat sebevraždu. Údajně ji chránil Jing-cungův syn a následník Čcheng-chua, který ji umožnil vzít si své cennosti. Jing-cung jí poté nechal prohledat dům a zabavil 200 tisíc liangů (7460 kg) stříbra a další poklady.
Zemřela v lednu 1507, dostala posmrtné jméno Čen-chuej ťing chuang-chou (真惠景皇后). Pohřbena je v mauzoleu svého muže.